# Kungsängens garnison
Kungsängens garnison är en armégarnison inom svenska Försvarsmakten som verkat i olika former sedan 1970. Garnisonen är belägen i Kungsängen, Upplands-Bro.

## Historik
I samband med den så kallade  Mälarkarusellen eller Stockholmskarusellen, beslutades att Svea livgarde skulle omlokaliseras från Sörentorp till den egendom som tillhörde Granhammars slott i Upplands-Bro kommun. Den 18 april 1970 hölls en avflyttningsceremoni och den 30 juni 1970 lämnades Sörentorp officiellt. Den 11 maj påbörjades inflyttning till kasernetablissement i Kungsängen vilket sedan invigdes den 27 maj 1970 av kung Gustaf VI Adolf tillsammans med kronprinsen Carl Gustaf. Vid invigningen beskrevs kasernetablissement som "arméns nyaste och mest modernt utrustade förläggnings- och övningsområde". Från den 1 juli 1970 verkade Svea livgarde officiellt vid det nya kasernetablissement i Kungsängen.
Kasernetablissementet i Kungsängen skiljer sig från de tidigare kasernetablissement Svea livgarde varit förlagda till. Detta då det i Kungsängen mer påminner om kaserner som uppfördes efter 1901 års härordnings etablissement, vilka var symmetriskt ordnade i syfte att skapa gårdsrum till skillnad mot kasernetablissementet i Sörentorp, vilket byggde på 1940-talets planering med att sprida ut byggnaderna, i syfte att få det se ut som civilbebyggelse.
Genom försvarsbeslutet 2000 upplöstes och avvecklades Svea livgarde (I 1/Fo 44) och Livgardesbrigaden (MekIB 1) den 30 juni 2000. I dess ställe bildades den 1 juli 2000 det nya förbandet Livgardet, vilket i praktiken var en sammanslagning av Livgardesbrigaden (MekIB 1) och Livgardets dragoner (K 1) genom att de två grundutbildningsbataljonerna vid Livgardesbrigaden (MekIB 1) och Livgardets dragoner (K 1) överfördes till Livgardet (LG) och antog namnen Gardesbataljonen och Dragonbataljonen. Gardesbataljonen lokaliserades till Kungsängen och Dragonbataljonen till Kavallerikasern på Lidingövägen. År 2004 tillkom Försvarsmaktens internationella centrum (tidigare vid Almnäs garnison och 2006 tillkom Försvarsmusikcentrum (tidigare vid Strängnäs garnison), båda i Kungsängen. År 2013 tillkom den nybildade staben Militärregion Mitt.

## Verksamhet
Staber, förband och skolor lokaliserade till garnisonen
| Beteckning   | Enhetsnamn                                  | Aktiv     | Anmärkning                                                                     |
| ------------ | ------------------------------------------- | --------- | ------------------------------------------------------------------------------ |
| I 1          | Svea livgarde                               | 1970–1984 | Omlokaliserat 1970 från SörentorpOmbildades 1984 till försvarsområdesregemente |
| I 1/Fo 44    | Svea livgarde med Stockholms försvarsområde | 1984–2000 | Upplöses och avvecklades 2000                                                  |
| IB 1         | Gula brigaden                               | 1970–1985 | Omlokaliserat 1970 från Sörentorp.Avvecklad 1985.                              |
| IB 38        | Upplandsbrigaden                            | 1970–1985 | Omlokaliserat 1970 från Sörentorp.Namnbyte 1985.                               |
| IB 38        | Gula brigaden]                              | 1990–1994 | Beteckningsbyte 1990.                                                          |
| IB 1         | Gula brigaden                               | 1990–1994 | Namnbyte 1994.                                                                 |
| IB 1 (Mek)   | Livgardesbrigaden                           | 1994–2000 | Avvecklad och upplöst 2000                                                     |
| SkyddS       | Försvarets skyddsskola                      | 1970–1988 | Namnbyte 1988                                                                  |
| SkyddS       | Totalförsvarets skyddsskola                 | 1988–1992 | Omlokaliserades 1992 till Umeå garnison                                        |
| LG           | Livgardet                                   | 2000–     | Bildades 2000                                                                  |
| LGG          | Livgardesgruppen                            | 2000–     | Bildades 2000                                                                  |
| FöMusC       | Försvarsmusikcentrum                        | 2006–2009 | Omlokaliserades 2006 från Strängnäs garnisonUpplöst och avvecklad 2009         |
| FöMus        | Försvarsmusiken                             | 2010–     |                                                                                |
| Swedint      | Försvarsmaktens internationella centrum     | 2004–     | Omlokaliserades 2004 från Almnäs garnison                                      |
| MR M         | Mellersta militärregionen                   | 2013–     |                                                                                |
|              | Gardesbataljon                              | 2000–2009 |                                                                                |
| 7. skbat     | 7. lätta skyttebataljonen                   | 2009–2015 | Delad förläggning med Karlsborgs garnison                                      |
| 11. mpbat    | 11. militärpolisbataljonen                  | 2009–     |                                                                                |
| 12. motskbat | 12. motoriserade skyttebataljonen           | 2016–     |                                                                                |
| 13. säkbat   | 13. säkerhetsbataljonen                     | 2009–     |                                                                                |